# Dexiosoma canina
Dexiosoma canina là một loài ruồi trong họ Tachinidae.